# Uladzimir Parfjanovič
Uladzimir Uladzimiravič Parfjanovič (in bielorusso Уладзімір Уладзіміравіч Парфяновіч?; in russo Владимир Владирович Парфенович?, Vladimir Vladimirovič Parfenovič; Minsk, 2 dicembre 1958) è un ex canoista e politico sovietico, dal 1990 bielorusso.
Alle Olimpiadi di Mosca 1980 ha vinto tre medaglie d'oro nel K1 500 m, K2 500 m e K2 1000 m, in coppia con Sergej Čuchraj.
Dopo il suo ritiro si è occupato di politica.

## Palmarès
- Olimpiadi
  - Mosca 1980: oro nel K1 500 m, K2 500 m e K2 1000 m.

- Mondiali
  - 1978: argento nel K1 500 m.
  - 1979: oro nel K1 500 m e K2 500 m.
  - 1981: oro nel K1 500 m, K2 500 m e K2 1000 m.
  - 1982: oro nel K1 500 m, K2 500 m e K2 1000 m.
  - 1983: oro nel K1 500 m, argento nel K2 500 m e K2 1000 m.